# Cronologia do Sport Lisboa e Benfica
Esta é uma lista cronológica de eventos relacionados ao Sport Lisboa e Benfica:
- 1904 - Fundação do clube Sport Lisboa, em 28 de Fevereiro, na Farmácia Franco, em Belém, após um treino de futebol entre antigos alunos da Real Casa Pia de Lisboa (secção de futebol ininterrupta).
- 1905 - No dia 1 de Janeiro, realiza o seu primeiro jogo, contra o Campo de Ourique (1-0).
- 1906 - Fundação do clube Grupo Sport Benfica, em 26 de Junho. A 11 de Junho, participa pela primeira vez numa prova de ciclismo. A 2 de Dezembro, a primeira participação numa prova de atletismo (secção ininterrupta).
- 1907 - O Grupo Sport Benfica inaugura o Campo da Feiteira, onde realizará a sua festa de primeiro aniversário em julho, com grande afluência.[1] No início do ano, a 10 de Fevereiro, primeira vitória do Sport Lisboa contra os "ingleses" do Carcavelos Club, invencíveis desde 1898. Primeira grave crise institucional do Sport Lisboa, com a saída da maioria dos jogadores da primeira categoria para o Sporting. Primeiro jogo realizado contra o clube do Visconde de Alvalade, a 1 de Dezembro, uma derrota em casa por 1-2.
- 1908 - Em março o Grupo Sport Benfica passa a denominar-se Sport Clube de Benfica. As dificuldades financeiras do Sport Lisboa agravam-se e a 13 de Setembro realiza-se a união do Sport Lisboa e do Sport Clube de Benfica. O presidente da entidade recém-formada que se passa a denominar Sport Lisboa e Benfica, é João José Pires, que deteve até aquele momento a direção do Sport Clube de Benfica. A 25 de Outubro, a primeira vitória contra o Sporting (2-0).
- 1910 - Conquista o Campeonato de Lisboa de Futebol nas três categorias então existentes.
- 1911 - Disputa o seu primeiro jogo de futebol contra uma equipa estrangeira, o Stade Bordelais (2-4), em Lisboa.
- 1912 - A 11 de Abril, em Lisboa, a primeira vitória (6-1) contra um clube estrangeiro: o Médoc, de França. A 28 de Abril, o primeiro jogo e primeira vitória contra o FC Porto (2-8), disputado no Porto. Em Junho, realiza a sua primeira digressão futebolística a Espanha: defronta o Desportivo da Corunha em três jogos, vencendo o segundo.
- 1913 - Inaugurado o Campo de Sete Rios. A 16 de Fevereiro, é fundado "Os Desportos de Benfica", a primeira delegação. Vence o seu primeiro troféu internacional de futebol, o "3 Cidades".
- 1914 - O clube conquista o Campeonato de Lisboa de futebol nas quatro categorias, feito inédito. Primeira participação numa prova de natação.
- 1915 - Derrota por 3 - 1 contra o Sporting Clube de Portugal na disputa pela Taça de Honra; a primeira conquista desta Taça será em 1920.
- 1916 - A 16 de Setembro, o clube integra "Os Desportos de Benfica", criada anos antes como a sua primeira sucursal, beneficiando da utilização de uma sede na Avenida Gomes Pereira, de um campo de futebol e rinque de patinagem.
- 1917 - Inauguração do remodelado Campo de Benfica. A secção de Hóquei em Patins estreia-se na primeira categoria (ininterrupta).
- 1918 - Inicia-se a segunda crise do clube: O futebolista Alberto Rio é suspenso; a 7 de Julho alinha pelo Sporting.
- 1919 - O clube entra em conflito com o futebolista Carlos Sobral. A ruptura entre um grupo de jogadores de Belém, solidários com o regresso de Rio ao clube, é definitiva, forçando o surgimento do clube Os Belenenses. Realiza, em Benfica, o primeiro jogo nocturno de futebol em Portugal, a 10 de Setembro.
- 1920 - Primeiro encontro oficial entre o Benfica e o Belenenses, a 1 de Janeiro (1-2). A crise torna-se real e duradoura com a saída amigável de futebolistas de várias categorias, devido à fundação do Casa Pia Atlético Clube. A 3 de Outubro, realiza-se o primeiro jogo, particular, entre o Benfica e o Casa Pia (1-2).
- 1923 - Estreia a secção de Hóquei em campo.
- 1924 - Estreia da secção de Râguebi, até hoje ininterrupta, tornando-se aquela que tem mais anos de prática da modalidade em Portugal.
- 1925 - Inaugurado o Campo das Amoreiras.
- 1927 - Estreia a secção de basquetebol masculino (secção ininterrupta).
- 1930 - A conquista do primeiro troféu nacional de futebol do clube, o Campeonato de Portugal, marca também o fim do maior número de épocas seguidas (oito) sem a conquista de nenhum título nacional, até aos nossos dias.
- 1931 - José Maria Nicolau vence a Volta a Portugal pela primeira vez.
- 1932 - Estreia a secção de andebol masculino.
- 1936 - Vence pela primeira vez o Campeonato português de futebol.
- 1938 - Estreia a secção de bilhar (secção ininterrupta).
- 1939 - Estreia a secção de Voleibol masculino (secção ininterrupta).
- 1940 - Vence a Taça de Portugal de Futebol pela primeira vez.
- 1941 - Inauguração do Estádio do Campo Grande.
- 1943 - a 5 de Outubro, é fundado o Sport Lisboa e Saudade, a secção de veteranos.
- 1946 - Inaugurada a pista de atletismo, a 24 de Novembro.
- 1950 - Conquista da Taça Latina de futebol. Realiza o seus primeiros jogos de futebol fora do espaço ibérico contra equipas estrangeiras, numa digressão ao sul de África.
- 1954 - Inaugurado o Estádio da Luz no dia 1 de Dezembro, data simbólica, por ser comemorativo da vencedora Restauração da Independência de Portugal.
- 1956 - Conquista do heptacampeonato nacional consecutivo de Ténis masculino.
- 1960 - Conquista do 10º Campeonato Nacional de Futebol. É inaugurado o terceiro anel do Estádio da Luz.

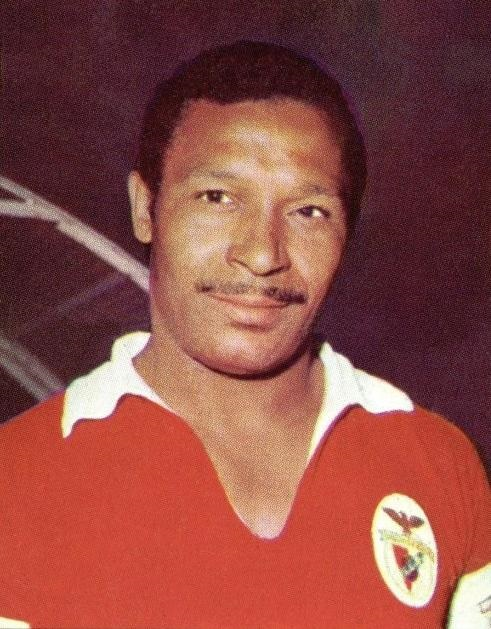
Mário Esteves coluna, cinco vezes finalista dos Taça dos Clubes Campeões Europeus Europeia entre 1961 e 1968 (aqui Capitão em 1968).

- 1961 - Conquista da primeira Taça dos Clubes Campeões Europeus de Futebol.
- 1962 - Conquista da segunda Taça dos Clubes Campeões Europeus de Futebol. Béla Guttmann sai do comando técnico da equipa de futebol, proferindo uma frase que se tornou um mito negro do clube, a célebre "maldição".
- 1963 - A equipa de futebol vence o Torneio Ramón Carranza pela primeira vez.
- 1965 - Conquista do pentacampeonato nacional consecutivo de Basquetebol.
- 1973 - Conquista do 20º Campeonato Nacional de Futebol. Inauguração da nova pista de Atletismo.
- 1975 - As "Marias" conquistam o nono campeonato nacional consecutivo de voleibol feminino.
- 1978 - Inauguração da piscina do clube, que serve de campo de treinos para a equipa de futebol profissional.
- 1981 - Estreia a secção de andebol feminino.
- 1982 - Inauguração do Pavilhão Desportivo Borges Coutinho.
- 1983 - Conquista a Taça Ibérica de Futebol frente ao Athletic Bilbao.
- 1984 - António Leitão conquista a medalha de bronze nos 5000 metros dos Jogos Olímpicos de Los Angeles; Alexandre Yokochi atinge a final "A" nos 200 metros bruços na mesma competição.
- 1985 - Alexandre Yokochi conquista a medalha de prata em 200 metros bruços no Campeonato da Europa de natação realizado em Sófia. O terceiro anel do estádio fica concluído.
- 1987 - O clube conquista o campeonato nacional de Hóquei em campo pela primeira e única vez na sua História.
- 1988 - Alexandre Yokochi vence a final "B" de 200 metros bruços nos Jogos Olímpicos de Seul.
- 1991 - Conquista da Taça CERS em Hóquei em Patins.
- 1992 - A 25 de Janeiro é inaugurada a estátua de Eusébio. O clube organiza a 1 de Dezembro a Consagração Nacional ao seu maior vulto desportivo.
- 1994 - Conquista do 30º Campeonato Nacional de Futebol. A secção de andebol feminino é extinta.
- 1995 - Conquista do heptacampeonato nacional consecutivo de Basquetebol.
- 1997 - A secção de Hóquei em campo é extinta.
- 1998 - Conquista do 20º campeonato nacional de Hóquei em Patins.
- 2000 - A FIFA considera o Benfica um dos melhores clubes do século XX.
- 2001 - Estreia da secção de futsal masculino.
- 2003 - Inaugurado o novo Estádio da Luz em 25 de Outubro; o bilharista profissional Dick Jaspers sagra-se campeão europeu no bilhar às 3 tabelas. A secção de Futsal é pela primeira vez campeã nacional.
- 2004 - Morte de Miklós Fehér dentro do campo no jogo Vitória de Guimarães - Benfica. Em homenagem, o clube retirou a camisola 29 na equipa sénior, até então envergada por Fehér.[2]
- 2005 - Oferta do 31º Campeonato Nacional de Futebol depois de 11 anos - o maior período - sem vencer o troféu; esta conquista serviu também para homenagear Miklós Fehér, malogrado jogador húngaro que falecera em competição, vítima de morte súbita.
- 2006 - Entra para o livro do Guiness por ser o clube no mundo com mais sócios.[3][4] A triatleta Vanessa Fernandes alcança oficialmente o primeiro lugar do ranking mundial da modalidade.
- 2007 - Em Janeiro é considerado o 20º clube do Mundo com mais rendimentos no ano de 2006.[5]
- 2007 - (16 de Abril): Joe Berardo lança uma OPA amigável sobre o clube com o objectivo de comprar 30% das acções da SAD que acaba por fracassar (a 20 de Agosto) pois só consegue adquirir 1% das acções.[6]
- 2007 - (30 de Julho): Contratação de Telma Monteiro, considerada a melhor judoca portuguesa de todos os tempos.
- 2007 - (27 de Agosto): Nélson Évora ganha a medalha de ouro nos mundiais de Osaka no triplo salto.
- 2007 - (1 de Setembro): Vanessa Fernandes ganha a medalha de ouro no Mundial de Triatlo em Hamburgo, Alemanha.
- 2007 - (19 de Setembro): Um estudo da BBDO, considerou o Benfica a marca mais valiosa do futebol Português, 4ª da Península Ibérica e 17ª da Europa.
- 2008 - Pelo segundo ano consecutivo, a Marca Benfica recebe o prémio de excelência atribuído pela Superbrands.
- 2008 - Participação brilhante dos atletas Nélson Évora, Vanessa Fernandes e Di María que trazem de Pequim duas medalhas de Ouro (Nélson no triplo salto e Di Maria em futebol, pela Argentina) e uma de Prata (Vanessa em triatlo).
- 2008 - Em Novembro arrancaram as emissões da Benfica TV, primeira estação televisiva de clubes de futebol em Portugal. O canal exclusivo no serviço integrado de Televisão Digital, Meo.[7]
- 2009 - Conquista pela primeira vez a Taça da Liga em jogo frente ao Sporting no Estádio Algarve.
- 2009 - O clube ultrapassa a marca dos 200 mil sócios.[8]
- 2010 - Conquista da 2ª Taça da Liga em jogo frente ao Porto no Estádio Algarve.
- 2010 - Benfica é pela primeira vez campeão europeu de Futsal.
- 2010 - Conquista do 32º Campeonato Nacional frente ao Rio Ave no Estádio da Luz.
- 2011 - Conquista a 3º Taça da Liga em jogo frente ao Paços de Ferreira no Estádio Cidade de Coimbra.
- 2012 - Conquista a 4ª Taça da Liga, quarta consecutiva, frente ao Gil Vicente.
- 2014 - Conquista da 5ª Supertaça "Cândido de Oliveira". Conquista do 33º Campeonato Nacional. Conquista da 5ª Taça da Liga frente ao Rio Ave. Conquista da 25ª Taça de Portugal.
- 2015 - Conquista do 34º Campeonato Nacional. Conquista da 6ª Taça da Liga frente ao Marítimo.
- 2016 - Conquista da 6ª Supertaça "Cândido de Oliveira". Conquista do 35º Campeonato Nacional. Conquista da 7ª Taça da Liga frente ao Marítimo.
- 2017 - Conquista do 36º Campeonato Nacional. Conquista da 26ª Taça de Portugal.
- 2018/2019 - Conquista do 37° Campeonato Nacional
- 2021 - O Benfica conquista pela primeira vez a UEFA Youth League, após 3 finais perdidas.
- 2022 - Conquista da Taça Intercontinental Sub-20 de futebol. O clube ultrapassa a marca dos 300 mil sócios.